# Università degli Studi di Parma
L'Università di Parma è un'università statale, fra le più antiche del mondo.

## Storia
L'Università di Parma affonda le proprie radici prima dell'anno mille: il decreto imperiale del 962 (conservato nell'archivio vescovile), conferito dall'imperatore Ottone I al vescovo di Parma Uberto, sancì l'istituzionalizzazione a Parma di una scuola superiore di diritto, indirizzata alla formazione della professione notarile.
Nel medioevo la città fu sede rinomata di studi e richiamò studenti anche da paesi d'oltralpe. Le varie redazioni degli statuti comunali medievali provvidero in più punti a disciplinare le attività di scolari, maestri e dottori, testimoniando il radicamento in città dello Studium parmense.
Lo Studium fu soppresso nel 1387 da Gian Galeazzo Visconti in quanto predilesse quello di Pavia.
Fu successivamente rifondato da Niccolò III d'Este nel 1412 configurandolo come università. Con l'avvento dei Farnese in città, nel 1545, furono istituiti il collegio dei Nobili, la biblioteca Palatina, l'Accademia di belle arti e l'orto botanico. Dopo il periodo napoleonico, l'ateneo tornò alla sua tradizionale configurazione durante il ducato di Maria Luigia d'Austria sviluppandosi in maniera costante a partire dalla fine dell'Ottocento.

## Struttura
L'Università degli Studi di Parma da aprile 2024 svolge la sua attività di didattica e ricerca attraverso dieci dipartimenti:
- Discipline umanistiche, sociali e delle imprese culturali
- Giurisprudenza, studî politici e internazionali
- Ingegneria dei sistemi e delle tecnologie industriali
- Ingegneria e architettura
- Medicina e chirurgia
- Scienze degli alimenti e del farmaco
- Scienze chimiche, della vita e della sostenibilità ambientale
- Scienze economiche e aziendali
- Scienze matematiche, fisiche e informatiche
- Scienze medico-veterinarie

I vari dipartimenti possono essere accorpati in quattro poli principali:
- I dipartimenti di ambito agroalimentare, farmaceutico, ingegneristico-architettonico e scientifico hanno sede all'interno del Campus Scienze e Tecnologie
- I dipartimenti di ambito umanistico, economico e giuridico sono collocati nel centro storico cittadino
- Il dipartimento di medicina e chirurgia ha sede nel contesto dell'Ospedale Maggiore e delle strutture che costituiscono l'Azienda ospedaliero-universitaria di Parma
- Il dipartimento di Scienze medico-veterinarie ha sede nell'area di via del Taglio, nella zona nord ovest della città

### Campus Scienze e Tecnologie
L'Università di Parma è uno dei pochi Atenei in Italia ad avere un vero e proprio campus, dove hanno sede i dipartimenti di area scientifica: denominato "Parco area delle scienze", si estende su un'area di settantasette ettari nella zona sud della città di Parma. Oltre alle strutture per l'attività didattica e di ricerca (aule, laboratori, spazi studio e biblioteche), il campus ospita mense per il personale e per gli studenti dell'Ateneo, centri congressi, la sede del Centro Linguistico di Ateneo, l'Istituto IMEM-CNR e gli impianti sportivi gestiti dal Centro Universitario Sportivo (CUS).
Nel 2016 è stato inaugurato il "Tecnopolo", destinato ai centri interdipartimentali per la ricerca applicata.

### La ricerca
Gli ambiti di ricerca spaziano dall’agroalimentare alle biotecnologie, dall’innovazione farmaceutica alla medicina sperimentale, senza dimenticare l’importanza degli studi di ambito giuridico, economico, umanistico, ingegneristico, architettonico e medico veterinario.
Tra le eccellenze si ricordano le scoperte sui “neuroni specchio” nel campo delle Neuroscienze, le ricerche nel campo dell’Ingegneria dell’informazione che hanno portato all’ideazione di veicoli autonomi (senza guidatore), le ricerche nell’ambito della matematica e quelle nell’ambito del food, settore nel quale l’Università di Parma - forte anche della collocazione al centro della Food Valley - mira a consolidare il proprio status di punto di riferimento non solo regionale.

### Food Project
Food Project è un progetto promosso dall’Università di Parma per sistematizzare e rafforzare le già esistenti competenze di eccellenza nel campo della ricerca e della didattica nel settore food, promuovere la loro interazione all’interno dell’Ateneo, con imprese, centri di ricerca e realtà educative sul territorio locale, nazionale e internazionale, e rendere l’Università di Parma un hub europeo riconosciuto nel campo dell’alta formazione e ricerca nel settore alimentare.

### EU Green Alliance
“EU GREEN - European University Alliance for Sustainability, Responsible Growth, inclusive Education and Environment” è una delle alleanze comunitarie approvate nell’ambito dell’azione European Universities”. L’obiettivo è la creazione di uno spazio europeo di istruzione superiore che abbia come priorità la sostenibilità in tutte le sue dimensioni (didattica, ricerca, terza missione, vita studentesca e internazionalizzazione): una rete che si prefigge un migliore servizio a studenti e studentesse e ai rispettivi territori, lavorando insieme per aumentare e promuovere la sostenibilità e affrontare le principali sfide sociali individuate degli Obiettivi di Sviluppo Sostenibile (SDG) delle Nazioni Unite, favorendo la crescita di una società più equa e lo sviluppo di un’economia più equilibrata e di un ambiente più sostenibile.

### Biblioteche
Il sistema bibliotecario di Ateneo è costituito da venti biblioteche distribuite nel contesto cittadino all'interno dei principali poli didattici.

### Musei
L'Università di Parma gestisce i seguenti musei e collezioni:
- Centro studi e archivio della comunicazione (CSAC), presso l'abbazia di Valserena, località Paradigna
- Museo diffuso delle scienze
  - Collezione di paleontologia, presso il campus Scienze e tecnologie
  - Collezione di mineralogia, presso il campus Scienze e tecnologie
  - Collezione di fisica "Macedonio Melloni", presso il campus Scienze e tecnologie
  - Collezione anatomico veterinaria "Alessio Lemoigne", risalente al 1845, presso la sede di via del Taglio
  - Collezione e biblioteca storica museale di biomedicina "Lorenzo Tenchini", presso l'ospedale Maggiore di via Gramsci
  - Collezione di matematica e informatica, presso il campus Scienze e tecnologie
  - Collezione di cristallochimica, istituito nel 2016, presso il dipartimento di Scienze chimiche, della vita e della sostenibilità ambientale del campus Scienze e tecnologie
- Museo di storiografia naturalistica, istituito nel 1766
- Orto botanico, fondato nel 1770, nella sede di via Farini

### ParmaUniverCity Info Point
Nel pieno centro della città un punto d’accoglienza e d’informazione aperto a studenti, studentesse e a tutta la cittadinanza (info su offerta formativa, servizi per lo studio, eventi e vendita merchandising Unipr). Nel periodo estivo diventa punto di informazione di primo livello indirizzato alle future matricole, agli studenti e alle loro famiglie.

### Erasmus and International home
Centro servizi per gli scambi didattici internazionali: anche attraverso un front-office fornisce aiuto e supporto alla mobilità in entrata e in uscita.

### Centro per le Attività e le Professioni delle Arti e dello Spettacolo (CAPAS)
Al CAPAS gli studenti possono partecipare a una serie di attività e laboratori nell’ambito artistico, culturale e comunicativo. Fanno parte del Centro il coro universitario intitolato a Ildebrando Pizzetti, fondato nel 1968 per volontà di studenti e docenti dell'Ateneo, e l'Orchestra dell'Università di Parma, riconosciuta come centro musicale universitario nel 2005, il MoRE - Museum of refused and unrealised art projects, il CUT - Centro Universitario Teatrale e RadiorEvolution (la web-radio degli studenti dell’Ateneo).

## Rettori
- Teodosio Marchi, pro-rettore dal 12 maggio al 20 luglio 1945; rettore dal 20 luglio 1945 al 31 ottobre 1950
- Giorgio Canuto, dal 1º novembre 1950 al 1º novembre 1956
- Michele Bufano, dal 1º novembre 1956 al 15 dicembre 1957
- Gian Carlo Venturini, dal 15 dicembre 1957 al 31 ottobre 1968
- Carlo Bianchi, dal 1º novembre 1968 al 31 ottobre 1972
- Aldo Cessari, dal 1º novembre 1972 al 31 ottobre 1973
- Bonaventura Rescigno, dal 1º novembre 1973 al 21 agosto 1975
- Delfo Artioli, pro-rettore dal 21 agosto al 23 settembre 1975
- Everardo Zanella, dal 23 settembre 1975 al 31 ottobre 1983
- Giuseppe Pelosio, dal 1º novembre 1983 al 31 ottobre 1989
- Nicola Occhiocupo, dal 1º novembre 1989 al 31 marzo 2000
- Corrado Scaravelli, rettore ad interim dal 1º aprile al 24 maggio 2000
- Gino Ferretti, dal 25 maggio 2000 al 31 ottobre 2013
- Loris Borghi, dal 1º novembre 2013 al 12 giugno 2017
- Giovanni Franceschini, rettore vicario dal 13 giugno al 31 ottobre 2017
- Paolo Andrei, dal 1º novembre 2017 al 31 ottobre 2023
- Paolo Martelli, dal 1º novembre 2023